# Антоник Михайло Стефанович
Михайло Стефанович Антоник — український освітянин, директор Львівського поліграфічного коледжу Української академії друкарства, кандидат технічних наук.

## Біографія
Народився 25 квітня 1958 р. у місті Львові в сім'ї робітника.
Після завершення середньої школи 1975 р. вступив на механічний факультет Українського поліграфічного інституту (УПІ) ім. Івана Федорова, який закінчив 1980 р. з відзнакою.
Працював у галузевій НДЛ алмазного інструменту та алмазної технології: інженером (1980—1981); молодшим (1986—1989) та старшим (1991—1999) науковим співробітником.
1981—1982 і 1983—1986 рр. навчався в аспірантурі при УПІ ім. Івана Федорова.
1982—1983 рр. — служба в ЗС.
У 1989—1991 рр. працював інструктором організаційного відділу Шевченківського району у м. Львові .
1999—2003 рр. — заступник директора з навчально-виховної роботи Поліграфічного технікуму Української академії друкарства.
2003—2016 рр. — директор Львівського поліграфічного коледжу Української академії друкарства,.
2005 р. у Державному НДІ інформаційної інфраструктури Державного комітету зв'язку та інформатизації України і НАН України захистив дисертаційну роботу «Інформаційна технологія побудови автоматизованої системи управління навчальним процесом» на здобуття наукового ступеня кандидата технічних наук.
Викладав на кафедрі технології матеріалів та поліграфічного машинобудування академії друкарства.
Очолював благодійний фонд сприяння розвитку поліграфічного технікуму Української академії друкарства «АЛЬМА-МАТЕР».
Помер 14 вересня 2016 р. у м. Львові.